# Silvio en El Rosedal
Silvio en El Rosedal es un libro de cuentos del escritor peruano Julio Ramón Ribeyro. Fue publicado en 1977 como parte del tercer tomo de La palabra del mudo. 
Si bien no salió como un libro individual, existen antologías de los cuentos de Julio Ramón Ribeyro, en inglés y en italiano, que llevan este título.
En este libro se mezclan historias sobre el paso del tiempo ("El polvo del saber", "Tristes querellas en la vieja quinta"), la discriminación ("Alienación", "El marqués y los gavilanes") entre otros temas. Incluso, se agregaron cuentos antiguos que el autor había descartado de otros libros como "El carrusel" o "Demetrio" de corte fantástico.

## Cuentos
La obra está compuesta por quince cuentos:
- Terra incógnita
- El polvo del saber
- Tristes querellas en la vieja quinta
- Cosas de machos
- Almuerzo en el club
- Alienación
- La señorita Fabiola
- El marques y los gavilanes
- Demetrio
- Silvio en el Rosedal
- Sobre las olas
- El embarcadero de la esquina
- El carrusel
- Cuando no sea más que sombra
- Los merengues
- La caperusita blanca